# Haltepunkt Essen Zollverein Nord
Essen Zollverein Nord ist ein Haltepunkt im Essener Stadtteil Katernberg an der Bahnstrecke Duisburg–Dortmund, wobei die Zeche Zollverein als UNESCO-Weltkulturerbe namensgebend ist. 1887 als Zollverein eröffnet, trug der Haltepunkt nach weiteren Umbenennungen zwischen 1949 und Dezember 2009 den Namen Essen-Katernberg Süd.

## Geschichte

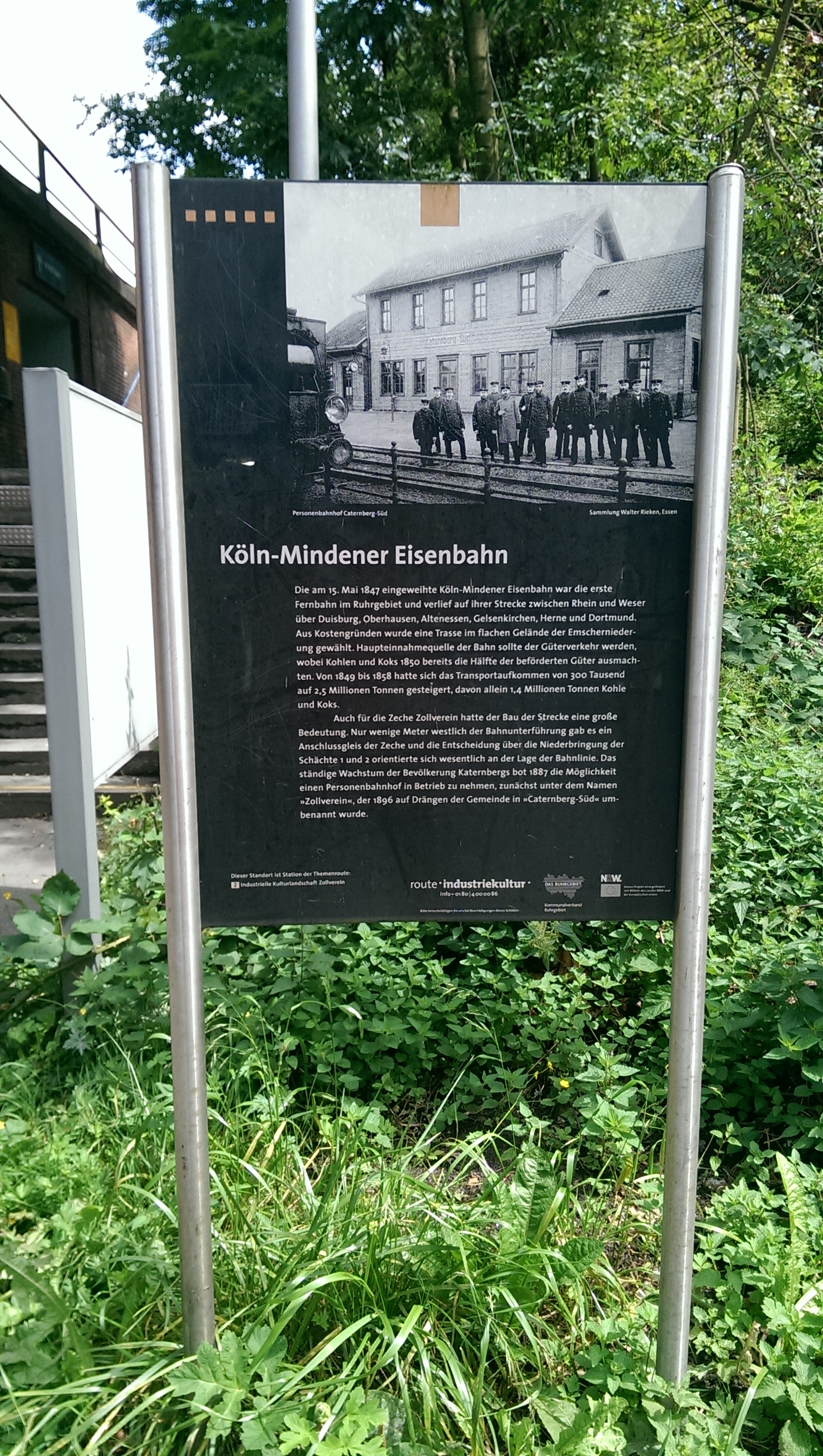
Tafel der Route der Industriekultur

Der Haltepunkt wurde 1887 als Bahnhof Zollverein zur Anbindung der Zeche Zollverein eröffnet. Er verfügte damals über Anschlussgleise, um den Transport von Kohle und später auch Koks von der Kokerei Zollverein vornehmen zu können. Mit diesem Bergwerk entstand nördlich der Bahnstrecke die Zechensiedlung Katernberg, damals noch Caternberg geschrieben. 1897 ist der Bahnhof entsprechend in Caternberg umbenannt worden. Als die Bahnstrecke Bochum–Essen/Oberhausen in Nähe der Bahnstrecke Duisburg–Dortmund gebaut wurde, erhielt sie in Katernberg einen eigenen Halt namens Caternberg Nord und der Bahnhof Caternberg wurde analog neu Caternberg Süd genannt. Mit Wechsel der Schreibweise Katernbergs wurde sein Name zuerst in Katernberg Süd und schließlich 1949 durch die Eingemeindung nach Essen in Essen-Katernberg Süd geändert.
Anlässlich des Kulturhauptstadtjahres 2010 entschieden Verkehrsverbund Rhein-Ruhr und Deutsche Bahn, den Haltepunkt in Essen Zollverein Nord umzubenennen, um Besuchern seine Nähe zum Weltkulturerbe zu verdeutlichen. Zur Verbesserung von Anbindung und Haltefrequenz wurde Essen Zollverein Nord während des Fahrplanjahres 2010 zusätzlich Stopp des Rhein-Emscher-Expresses (RE3). Die Station wurde somit von zwei je stündlich verkehrenden Linien des Nahverkehrs der Bahn und durch Straßenbahnen und Linienbusse angefahren. Außerdem wurde zur besseren Information ein kultureller Fußweg vom Haltepunkt zum Gelände der Zeche ausgeschildert worden, der bis heute besteht. Im Zug erfolgt eine Tonbandansage zu Zollverein World Heritage in englischer Sprache.

## Ausstattung
Der Haltepunkt befindet sich in Hochlage auf einem Damm und verfügt über einen Inselbahnsteig. Der Weg über den wichtigsten Zugang von der Straße Schonnebeckhöfe mit der dortigen Ruhrbahn-Haltestelle und dem Bahnsteig ist nicht barrierefrei, er wird jedoch derzeit barrierefrei ausgebaut. Zur Straße Meybuschhof führt eine Rampe.

## Linienverlauf
Aktuell bedienen die Regionalbahnlinien RB 32 und RB 35 den Haltepunkt. Direkt unter dem Haltepunkt befindet sich die Haltestelle Zollverein Nord Bf für die Kulturlinie 107 der Straßenbahn Essen und einiger Buslinien der Ruhrbahn.
| Linie | Linienverlauf | Takt   |
| ----- | --- | ------ |
| RB 32 | Rhein-Emscher-Bahn: Duisburg Hbf – Oberhausen Hbf – Essen-Dellwig – Essen-Bergeborbeck – Essen-Altenessen – Essen Zollverein Nord – Gelsenkirchen Hbf – Wanne-Eickel Hbf – Herne – Castrop-Rauxel Hbf – Dortmund-Mengede – Dortmund Hbf Stand: Fahrplanwechsel Dezember 2021 | 60 min |
| RB 35 | Emscher-Niederrhein-Bahn: Gelsenkirchen Hbf – Essen Zollverein Nord – Essen-Altenessen – Essen-Bergeborbeck – Essen-Dellwig – Oberhausen Hbf – Duisburg Hbf – Duisburg-Hochfeld Süd – Rheinhausen Ost – Rheinhausen – Krefeld-Hohenbudberg Chempark – Krefeld-Uerdingen – Krefeld-Linn – Krefeld-Oppum – Krefeld Hbf – Forsthaus – Anrath – Viersen – Mönchengladbach Hbf Stand: Fahrplanwechsel Dezember 2021 | 60 min |

| Linie | Linienverlauf | Takt (Mo–Fr)                                                                      |
| ----- | --- | --------------------------------------------------------------------------------- |
| 107   | Kulturlinie 107: U Gelsenkirchen Hbf – U Heinrich-König-Platz – Gelsenkirchen Musiktheater – Gelsenkirchen-Feldmark – Essen-Katernberg – Zollverein Nord Bf – Abzw. Katernberg – Zollverein – Stoppenberg – U Viehofer Platz – U Rathaus Essen – U Essen Hbf | 10 min                                                                            |
| 170   | Borbeck Bf – Borbeck Germaniaplatz – Bergeborbeck – Vogelheim – Altenessen Mitte – Katernberger Markt – Zollverein Nord Bf – Schonnebeck – Zeche Bonifacius – Kray Nord Bf – Kray Mitte – Leithe – Freisenbruch – Steele Ost – Steele                        | 10 min (HVZ: 5 min) (Borbeck–Kray Mitte) 20 min (HVZ: 10 min) (Kray Mitte–Steele) |
| 183   | Altenessen Karlsplatz – Altenessen Bf – Kokerei Zollverein – Stoppenberg – Schonnebeck – Zollverein Nord Bf – Katernberger Markt | 30 min                                                                            |
| NE2   | Essen Hbf – Rathaus Essen – Stoppenberg – Zollverein – Zollverein Nord Bf. – Essen-Katernberg | 60 min                                                                            |
| NE15  | Borbeck Bf – Borbeck Germaniaplatz – Bergeborbeck – Vogelheim – Altenessen Mitte – Katernberger Markt – Zollverein Nord Bf – Schonnebeck – Zeche Bonifacius – Kray Nord Bf                                                                                   | 60 min                                                                            |